# Francesco Brunetta d'Usseaux
Francesco Brunetta d'Usseaux (Pinerolo, 1821 – Treviso, 1895) è stato un generale italiano.

## Biografia
Figlio come gli altri suoi sei fratelli del conte Luigi e della contessa Cristina Cotti di Brusasco da Pinerolo, Francesco apparteneva all'antica famiglia dei Brunetta d'Usseaux, di tradizione militare.
Da poco uscito dall'accademia militare come ufficiale del 4º reggimento di cavalleria "Genova", nel 1848 prese parte alla Battaglia di Governolo assieme al fratello Edoardo, dove venne ferito e poi decorato con la medaglia d'argento nel medesimo combattimento per aver eroicamente salvato suo fratello da morte sicura.
Distintosi anche nella Seconda guerra d'indipendenza italiana, nel corso della terza campagna italiana, il 26 luglio 1866, fu alla testa del 9º reggimento di lancieri "Firenze" nella Battaglia di Ponte Versa, affiancato da quattro battaglioni di bersaglieri. Per gli atti di eroismo dimostrati venne insignito della medaglia di cavaliere dell'Ordine militare di Savoia. Venne promosso al grado di Tenente Generale e posto a riposo.
Morì a Treviso dove si era ritirato dopo il pensionamento, nel 1895.